# Happō
Happō (八峰町, Happō-chō) est un bourg du district de Yamamoto, dans la préfecture d'Akita, au Japon.

## Géographie

### Démographie
Au 1er juillet 2014, la population de Happō s'élevait à 7 548 habitants répartis sur une superficie de 234,20 km2.